# Ngebrak
Ngebrak is een bestuurslaag in het regentschap Kediri van de provincie Oost-Java, Indonesië. Ngebrak telt 3861 inwoners (volkstelling 2010).